# (3689) Yeates
(3689) Yeates es un asteroide perteneciente al cinturón de asteroides, descubierto el 5 de mayo de 1981 por Carolyn Shoemaker desde el Observatorio del Monte Palomar, Estados Unidos.

## Designación y nombre
Designado provisionalmente como 1981 JJ2. Fue nombrado Yeates en honor al geólogo australiano Anthony N. Yeates.